# Pfarrkirche Klostermarienberg

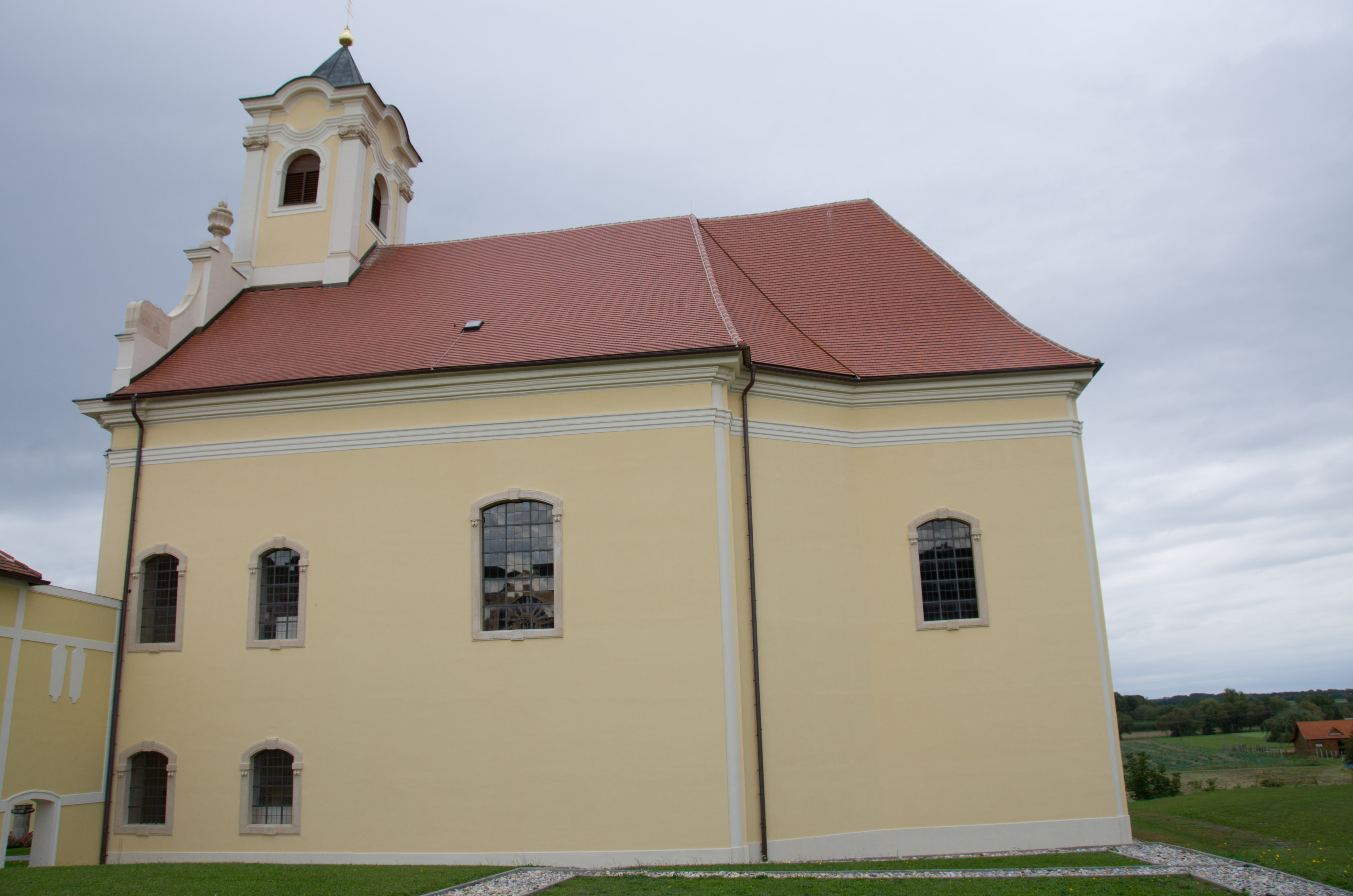
Katholische Pfarrkirche hl. Georg in Klostermarienberg

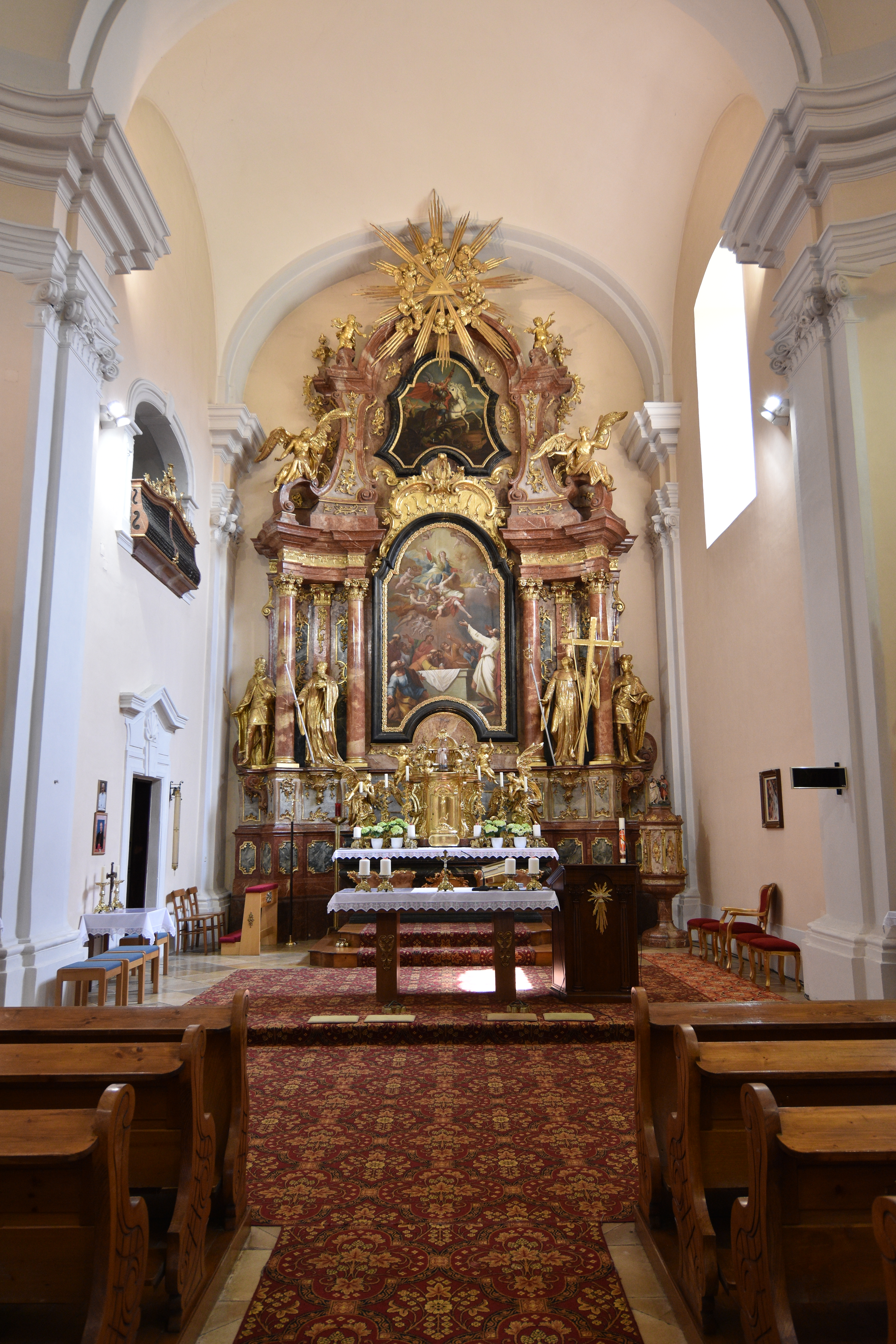
Altar Pfarrkirche Klostermarienberg

Die römisch-katholische Pfarrkirche Klostermarienberg steht im Ort Klostermarienberg in der Gemeinde Mannersdorf an der Rabnitz im Bezirk Oberpullendorf im Burgenland. Die Kirche mit dem Patrozinium heiligen Georg und Mariä Himmelfahrt ist dem Stift Lilienfeld inkorporiert und gehört zum Dekanat Oberpullendorf der Diözese Eisenstadt. Die Kirche steht unter Denkmalschutz.

## Geschichte
Eine Pfarre bestand seit 1716 und war von Beginn an dem Stift Lilienfeld inkorporiert. Die Kirche wurde ab 1741 erbaut und 1780 geweiht und steht neben dem Kloster Marienberg des Stiftes Lilienfeld und auf den Ruinen des Vorgängerklosters Marienberg des Stiftes Heiligenkreuz.
Seit 1. September 2021 wird die Seelsorge der dem Stift Lilienfeld inkorporierten Pfarre von Patres des Stiftes Heiligenkreuz ausgeübt.

## Architektur
Der Zentralbau in der Grundform des Griechischen Kreuzes mit gerundeten Ecken hat eine westliche Hauptgiebelfassade mit Pilaster-Riesenordnung und einem geschweiften Giebel mit einem Fassadentürmchen mit ionischen Eckpilastern und Pyramidenhelm. Das quadratische Kirchenschiff ist platzlgewölbt mit breit geschwungener Kehle zum Emporen- und Chorjoch. Die Querarme des Schiffes sind tiefe Nischen unter Schildbögen. Die breite Empore hat eine vorgebauchte Brüstung. Der quadratische flach schließende Chor ist platzlgewölbt. Nördlich am Chor ist ein Oratorium im Stil des Rokoko angebaut.

## Ausstattung
Die bemerkenswerte Ausstattung entstand im 3. Viertel des 18. Jahrhunderts.
Der Hochaltar mit konkaver Wand und einem Gebälk über zwei Säulen hat einen reich gegliederten Aufbau mit Engeln und dem Auge Gottes und zeigt das Altarbild Mariä Himmelfahrt des Malers Stephan Schaller (1757), das Aufsatzbild Hl. Georg, und trägt die Figuren Stephan und Ladislaus, Benedikt und Bernhard. Der Tabernakel ist aufwendig im Stil des Rokoko gestaltet.
Die Seitenaltäre links und rechts in der Triumphbogenkehle als Wandaltäre mit Rocaillenrahmung und Retabel mit Medaillons stehen und zeigen links Anna Maria lesen lehrend und rechts Johannes Nepomuk in der Glorie, beide von Stephan Schaller (1770). Der Seitenaltar im linken Querarm als Wandaltar mit übereck gestellten Pilastern und einem hohen Aufsatz mit reicher Rokokoausbildung trägt in der baldachingekrönter Mittelnische die Figurengruppe Heilige Familie und seitlich die Figuren Joachim und Anna. Der Seitenaltar im rechten Querarm mit einem Aufbau wie links zeigt im Altarbild den heiligen Antonius von Padua vor der Madonna und trägt die Figuren Johannes der Täufer und Anna.
Die Kanzel zeigt im Relief Glaube Liebe Hoffnung und auf dem Schalldeckel die Figur Guter Hirte. Als Gegenstück zur Kanzel am rechten Schiffpfeile eine große Kreuzigungsgruppe mit den Heiligen Johannes und Magdalena und im Aufsatz Gottvater und Taube des Heiligen Geistes und Engel. Das Taufbecken trägt eine plastische Täufergruppe.
Die Orgel aus dem 1880 mit 8 Registern wurde von Max Jakob gebaut.